# Agata Listoś-Kostrzewa
Agata Listoś-Kostrzewa – polska reportażystka.

## Życiorys
Agata Listoś-Kostrzewa ukończyła filologię polską na Uniwersytecie Łódzkim oraz Polską Szkołę Reportażu, a także Kurs Kreatywnego Pisania Instytutu Badań Literackich Polskiej Akademii Nauk. Studiowała w Laboratorium Reportażu Uniwersytetu Warszawskiego. Publikuje na łamach czasopism takich jak: „Gazeta Wyborcza”, „Non/fiction”, „Polityka” i „Znak”.
W 2021 roku ukazał się jej debiut literacki „Ballada o śpiącym lwie”, poświęcony miastu Bytom. Na łamach była dwumiesięcznika literackiego Książki. Magazyn do czytania ukazała się recenzja „Ballady…” autorstwa Dariusza Nowackiego, zaś na łamach „Dwutygodnika”, autorstwa Zbigniewa Rokity.

### Życie prywatne
Pochodzi z okolic Łodzi, w której przez wiele lat mieszkała. Od 2012 roku mieszka w Warszawie.

## Wyróżnienia
- 2022: Nominacja do nagrody Literackiej Nagrody Europy Środkowej Angelus[6]
- 2022: Nominacja do Grand Press – Książka Reporterska Roku[7]

## Książki
Listoś A., Ballada o śpiącym lwie, Wydawnictwo Dowody na Istnienie, 2021, ISBN 978-83-66778-28-3.